# Сунгуровка
Сунгу́ровка (рос. Сунгуровка, башк. Соңғор) — присілок у складі Шаранського району Башкортостану, Росія. Входить до складу Писаревської сільської ради.
Населення — 4 особи (2010; 12 у 2002).
Національний склад:
- росіяни — 92 %